# Berlusconismo

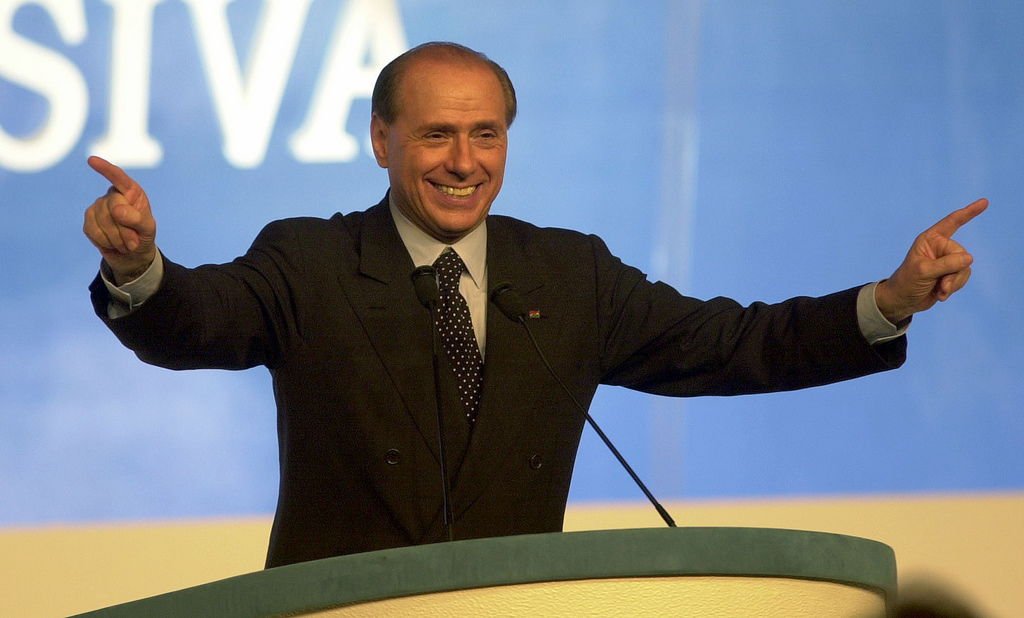
Berlusconi durante um comício do Força Italia

Berlusconismo é um termo usado na mídia ocidental e por alguns analistas italianos para descrever as posições políticas do ex-primeiro-ministro Silvio Berlusconi. Em geral, o berlusconismo poderia ser reassumido como uma mistura de conservadorismo, populismo, liberismo e anticomunismo.
Outros observadores o descrevem como mais um movimento populista movido pela personalidade, onde "um empresário bilionário e personalidade da televisão" promete usar suas habilidades únicas para "representar os interesses das pessoas comuns" contra o establishment político; e onde os "escândalos, investigações e julgamentos" que o seguem são descartados por sua base de apoiadores apaixonadamente leais como evidência de que ele é "a pessoa mais perseguida" da história.

## Origens e características
O termo "Berlusconismo" surgiu na década de 1980, caracterizado por uma conotação fortemente positiva como sinônimo do "otimismo empreendedor" da época, definido como um espírito empreendedor que não desanima diante das dificuldades, com confiança em ser capaz de resolver problemas. No entanto, a partir do século XXI e em consequência da crescente identificação de Berlusconi como uma figura primordialmente política, o significado atribuído mudou no contexto da linguagem jornalística e política.
De acordo com a definição italiana dada pelo vocabulário online do Encyclopedia Institute, berlusconismo tem uma ampla gama de significados, todos tendo sua origem na figura de Berlusconi e no movimento político por ele inspirado: o substantivo refere-se não apenas ao "movimento de pensamento", mas também ao "fenómeno social"  e mesmo ao fenómeno "do costume" vinculado à sua figura empresarial e política. O termo berlusconismo também é usado para se referir a uma certa visão laissez-faire defendida por ele, não apenas da economia e dos mercados, mas também com referência à mesma política.
Segundo seus adversários políticos e rivais empresariais, o berlusconismo é apenas uma forma de populismo demagógico, comparável ao fascismo, ressaltando o fato de Berlusconi ter declarado sua admiração por Benito Mussolini, ainda que tenha criticado as leis raciais fascistas e a aliança com a Alemanha Nazista, referindo-se a si mesmo como pró-Israel. Em 2013, ele voltou a chamar Mussolini de um bom líder cujo maior erro foi se inscrever para exterminar os judeus. Em vez disso, seus partidários comparam o berlusconismo ao gaullismo francês e o peronismo argentino.

## Posições políticas
Berlusconi definiu a si mesmo e, por extensão, o berlusconismo como moderado, liberal e pró-livre comércio (liberismo), mas também foi frequentemente descrito como populista ou líder conservador. O Berlusconismo também é descrito como liberal-conservador, ou conservador-liberal, mas às vezes é associado ao populismo de direita. Após sua renúncia em 2011, Berlusconi tornou-se cada vez mais cético e ele frequentemente criticava a chanceler alemã, Angela Merkel. 
Uma característica das táticas de liderança de Berlusconi é usar o partido como um meio de ganhar poder (com o partido descrito como um "partido leve" por causa de sua falta de uma estrutura interna complexa). Isso é decididamente comparável às táticas políticas usadas por Charles de Gaulle na França. Outra característica de grande importância é a ênfase em uma "revolução liberal", divulgada e sintetizada pelo "Contrato com os italianos" de 2001.  A esses pilares soma-se um forte reformismo, principalmente da forma do Estado italiano e a Constituição" uma cláusula de barreira mais elevada, a abolição do Senado, a redução pela metade do tamanho da Câmara dos Deputados, a abolição das províncias e a reforma do judiciário, com separação das carreiras entre magistrados e responsabilidade civil dos magistrados, de Berlusconi considerado imparcial. Berlusconi declarou-se perseguido pelo judiciário, tendo passado por 34 processos, acusando-o de ser manipulado pela esquerda política e comparando-se a Enzo Tortora como vítima de um erro judiciário. Mais recentemente, Berlusconi declarou-se a favor de uniões civis.

## Comparações com outros líderes
Vários escritores e comentaristas políticos consideram o sucesso político de Berlusconi um precedente para a eleição de 2016 do magnata do setor imobiliário Donald Trump como o 45º presidente dos Estados Unidos, com a maioria observando o período de primeiro-ministro criticado de Berlusconi e portanto, fazendo a comparação em consternação. Roger Cohen, do The New York Times, argumentou: "Amplamente ridicularizado, sem parar de escrever sobre, há muito tempo ileso por sua evidente misoginia e diversas dificuldades legais, Berlusconi provou ser um político de Teflon. [...] Ninguém que conheça Berlusconi e tenha assistido à ascensão e ascensão de Donald Trump pode deixar de ser atingido pelos paralelos".
No The Daily Beast, Barbie Latza Nadeau escreveu: "Se os americanos estão se perguntando como seria uma presidência de Trump, eles só precisam olhar para os restos traumatizados da Itália depois que Berlusconi fez o que queria".
Os oponentes criticaram a consolidação de Nabil Karoui no cenário da mídia tunisiana e as intenções de suas atividades de caridade, muitas vezes referindo-se a ele como o "Berlusconi tunisiano". Outros proprietários de mídia de massa como Cem Uzan ou Pavol Rusko foram comparados a ele.